# Eliane (Sängerin)

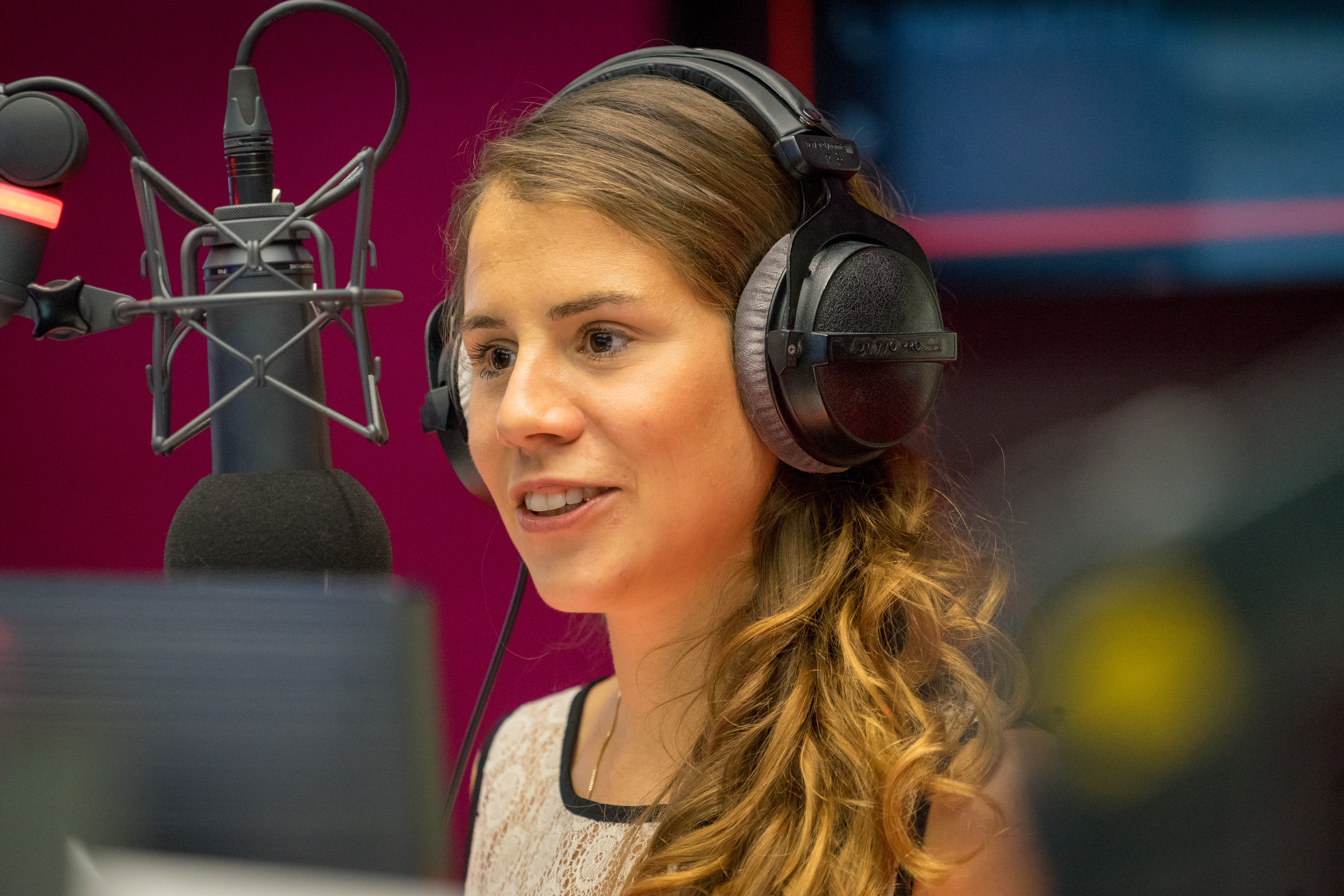
Eliane (2018)

Eliane (* 28. Juni 1990 in Hochdorf LU; vollständiger Name Eliane Müller) ist eine Schweizer Musikerin. Sie gewann 2012 die zweite Ausgabe der Castingshow Die grössten Schweizer Talente.

## Biografie
Mit fünf Jahren begann Eliane Müller mit dem Klavierunterricht. Später sang sie auf Privatfeiern und Festen und auch bei grösseren Veranstaltungen. Vor ihrer Teilnahme an Die grössten Schweizer Talente hatte sie auch schon bei der Hochzeit der TV-Jurorin Christa Rigozzi gesungen. Auch steuerte sie 2008 drei Titel zur Compilation Swissmiss – Heimweh bei, wobei sie unter anderem mit Nubya (beim Lied S'Ramseyers) sowie Nino G. und Eliana Burki (das Lied Meiteli) zusammenwirkte. Außerdem war sie solo mit dem Lied Briger Ballu Fierer vertreten.
Als sie 2012 mit 21 Jahren an der Castingshow teilnahm, überzeugte sie mit gefühlvollen Liedern, bei denen sie sich selbst am Klavier begleitete, das Publikum, das sie ins Finale und mit deutlichem Vorsprung zum Sieg wählte.
Zwei Monate nach dem Wettbewerb veröffentlichte die Luzernerin ihr erstes Album mit dem Titel Like the Water, das sie grösstenteils selbst zusammen mit Georg Schlunegger von Hitmill geschrieben hatte. Das Debütalbum stieg bis auf Platz vier der Schweizer Hitparade und hielt sich monatelang in der Hitliste. Ausserdem erreichte es Gold-Status. Als es sich am 1. Dezember 2013 in seiner 45. Chartwoche befand, war ihr zweites Album Venus & Mars bereits fertiggestellt und veröffentlicht. Es stieg auf Platz drei in die Hitparade ein.
2012 schloss Eliane Müller ihr Bachelor-Studium der Kommunikationswissenschaften in Lugano ab. 
2017/2018 ging sie mit ihrem Album Slow Motion auf Tour.
Bei der ersten Staffel von The Masked Singer Switzerland im Jahr 2020 trat Eliane in der Verkleidung eines Fuchses auf und belegte den dritten Platz.
Im Herbst / Winter 2022 ging sie mit den beiden Alben Eliane (2019) und Reset (2022) auf Tour.
2024 nahm Eliane an der fünften Staffel von Sing meinen Song – Das Schweizer Tauschkonzert teil.
Sie lebt mit ihrem Lebensgefährten, dem Sportreporter und TV-Moderator Sascha Ruefer und der gemeinsamen Tochter (* 2025) in Schenkon im Kanton Luzern.

## Diskografie
Alben
- Like the Water (2012)
- Venus & Mars (2013)
- Bright Lights (2014)
- Slow Motion (2017)
- Eliane (2019)
- Reset (2022)
- Final Destination (2024)

Singles
- Like the Water (2012)
- Tik Tok (2012)
- Love Love Love (2012)
- Venus & Mars (2013)
- Leave a Light On (2014)
- Flawless (2017)
- Thank You (2017)
- Run (2019)
- For You (2019)
- Lesson Learned (2019)
- Scent of Snow (2021)
- Cold Water (2022)
- Small World (2022)
- Wildfire (2024)
- Final Destination (2024)
- Wonder (2025)

## Auszeichnungen
- 2017: Number 1 Award für das Album Slow Motion
- 2018: Swiss Music Award als Best Female Solo Act National